# Monastýr Gračanica

Klášter v Gračanici

Klášter v Gračanici (srbsky v cyrilici Манастир Грачаница, v latince Manastir Gračanica, albánsky Manastiri i Graçanicës) je srbský pravoslavný klášter v Kosovu nedaleko hlavního města Priština (asi 5 km na jihovýchod), v obci se stejným názvem. Od 13. července 2006 patří společně s dalšími 3 lokalitami mezi památky světového dědictví UNESCO (společné pojmenování „Středověké památky v Kosovu“). Spadá pod eparchii Rašsko-prizrenskou.

## Dějiny
Pravoslavný klášter (monastýr) založil v roce 1315 srbský vládce Štěpán Uroš II. Milutin. Výstavba byla realizována v letech 1315 až 1321. Charta, která dokládá původ chrámu, byla na jeho jižní straně vytesána do kamene. Připomíná také, že klášter vznikl na místě dřívějšího, raně středověkého svatostánku. Chrám se stal významným centrem srbské církve a celého duchovního života i během let turecké nadvlády. Od roku 1592 se zde nacházela i tiskárna. Do moderní doby se dochovalo celkem 12 knih, které byly v Gračanici vytištěny a 38 rukopisů.
Turci několikrát klášter poškodili a poničili (v roce 1383 a dále během srbských protitureckých povstání).[zdroj?] V letech 1528 až 1555 během působení metropolity Nikanona byly napsány ikony chrámu. Chrám byl později vyzdoben i nádhernými freskami (některé byly z kláštera sneseny a konzervovány jinde) a masivním křížem. V roce 1539 zde byla zřízena i tiskárna.
Průčelí hlavního kostela se nachází na půdorysu tvaru obdélníků o rozměrech 13x17 m.
V roce 1963 se uskutečnily v Gračanici konzervační práce, při nichž byly nalezeny dvě dosud neznámé ikony ze 17. století, a obnoveny také některé části komplexu, které zpustly v průběhu staletí.
V současnosti je chrám duchovním centrem Srbů na území Kosova. Je to fungující pravoslavný klášter, ve kterém žijí a pracují jeptišky (malba ikon, zemědělství, šití a pod.). 
V současné době je významným symbolem přítomnosti Srbů v Kosovu, proto je také napadán čas od času kosovskými Albánci. Je tedy hlídán policejními složkami.[zdroj?]